# アォーン!
アォーン!は、中国放送（RCCテレビ）で2009年4月17日から2014年3月14日まで毎週金曜日深夜に放送されていた情報バラエティ番組。

## 概要
『オトメキ』の後継番組として放送開始。
有志士（あるしし）大学の青山ゼミのメンバーが、毎回様々なテーマに沿って、2人以上もしくは単身で広島県内を調査し報告する。テーマはグルメ、ファッション、その他問わず幅広いジャンルから設定される。
番組は主にリサーチ、放課後通信、課外授業の3部で構成される。
課外授業では、最新の音楽情報やアーティストからのメッセージが流れる。

## 有志士大学 青山ゼミ

### 教授役
- 青山高治 - 有志士大学の教授（放送開始から2011年3月まで准教授）。

### 学生役
- 横山貴規（ボールボーイ）（放送開始 - ） - 男子学生。ボケ担当。
- 佐竹佑一（ボールボーイ）（放送開始 - ） - 男子学生。ツッコミ担当。
- 田口理菜（2010年 - ） - 青山ゼミの新入生。通称タグリーナ。SUETI presents ミス&ミスターコンテスト2009ファイナリスト。当初はメインとなるリサーチ部には基本的に登場せず、放課後通信のみで活動していたが、2010年度からは度々リサーチ部にも登場している。

### 2011年4月以降の出演者
- 角島奈知（かくしま なち）-女子学生。過去にテレビレギュラー、アイドル活動、キャスターなどの経歴がある。
- 舛井奈美香（ますい なみか）- 女子学生。ローカルアイドルとしても活動している。
- 湊川ひろか（みなかわ ひろか）- 女子学生。
- 西室花帆莉（にしむろ かほり）- 女子学生。初代サンフレッチェレディース。
- 姫野詠美（ひめの えみ）- 女子学生。現役学生。
- 松原千明（まつばら ちあき） - 女子大生
- 末本美乃里（すえもと みのり） - リポーター。モデルとしても活躍している。

### その他
- 和佐由紀子 - 助手。番組終盤の課外授業のコーナーを担当。右手にアオンというニホンオオカミの仔（♂）がおり、彼に対しては弩Sである。
- アオン - ニホンオオカミの仔。毎回和佐に酷い目にあわされる。

- 本名正憲 - ナレーション。2010年5月頃までは田口麻衣が務めていた。

### 過去の出演者
- 坊美希（ぼう みき）（放送開始 - 2011年3月18日） - 有志士大学 青山ゼミ 女子学生。
- 寺本史香（てらもと ふみか）（放送開始 - 2011年3月18日） - 有志士大学 青山ゼミ 女子学生。
- 田中悠貴（たなか ゆうき）（放送開始 - 2012年3月16日） - 女子学生。SUETI presents ミス&ミスターコンテスト2009ファイナリスト。
- 泉田文佳（いずみだ あやか）（放送開始 - 2012年3月16日） - 女子学生。いじられ担当。歌が上手く、とあるカラオケ機種で倖田來未の曲のリードボーカルを2曲務めている。

## その他
- 2010年秋には日清食品とタイアップし、田口を除く青山ゼミ全員が「行列のできる店のラーメン 広島」のCMに出演している。（青山はナレーション）
- 下記の回は、鹿児島の南日本放送でも過日放送された。
  - 2011年11月18日（金）-　末永安佳梨アナウンサー広島出張の巻　(鹿児島：2011年12月16日の深夜）
  - 2012年1月6日（金）の新春SP「鹿児島ロケ」　(鹿児島：2012年1月12日(木)20:00～20:54）
    - これにより実質的な最初のゴールデンタイム放映となった。
- また、2012年10月26日（金）放送の「ボールボーイが山陰横断クイズ列車に挑戦」は、山陰放送でも2012年12月24日(月)25:25～26:05に放送。
- 2013年3月には、『ちちんぷいぷい』（中国放送の系列局・毎日放送で平日の夕方に関西ローカルで放送中のテレビ番組、中国放送でも2009年4月3日から7月17日まで金曜日のみ同時ネットで放送）のロケで広島県三原市を訪れた河田直也（毎日放送アナウンサー）・くっすん（関西地方を中心に活動するDJ風タレント）へのサプライズ企画を兼ねて、同市内の糸崎神社でロケを実施。ロケの一環として同神社を訪れた河田・くっすんに対して、当番組レギュラーのボールボーイ・桝井が地元の名産品や広島東洋カープのグッズを差し入れる一幕があった。この模様は、同月14日の『ちちんぷいぷい』と15日の当番組で放送されている。